# Ирина Поснова
Ирѝна Миха̀йловна Посно̀ва (на руски: Ирина Михайловна Поснова) е руска общественичка и издателка.
Родена е на 22 август (9 август стар стил) 1914 година в Киев в семейството на църковния историк Михаил Поснов. През 1920 година семейството ѝ емигрира в България. През 30-те години с папския легат в България Джузепе Ронкали заминава да учи класическа филология в Льовенския католически университет, където приема католицизма. През Втората световна война развива активна дейност в помощ на съветските военнопленници, а след войната – на съветските бежанци в Белгия. През 1945 година основава в Брюксел издателството „Жизн с Богом“, което през следващите десетилетия е основен център за издаване на православна и католическа религиозна литература за руската емиграция.
Ирина Поснова умира на 18 декември 1997 година в Брюксел.